# Albert Kolbe
Albert Kolbe (* 27. Juni 1871 in Marienwerder; † 4. April 1941 in Stargard in Pommern) war Oberbürgermeister von Stargard in Pommern.

## Leben
Kolbe war ein Sohn des Regierungsrats Hermann Kolbe in Marienwerder. Er studierte Jura an der Universität Heidelberg, der Universität Berlin und der Universität Greifswald. 1890 schloss er sich dem Corps Vandalia Heidelberg an. 1896 wurde er Referendar, 1901 Gerichtsassessor. 1903 kam er als zweiter Bürgermeister nach Stargard, wurde 1906 erster Bürgermeister und 1911 Oberbürgermeister der Stadt. 1933 trat er in den Ruhestand.